# Mabelis (Leber)
Mabelis ist eine osttimoresische Aldeia im Suco Leber (Verwaltungsamt Bobonaro, Gemeinde Bobonaro). 2015 lebten in der Aldeia 181 Menschen.

## Geographie
Mabelis liegt im Süden des Sucos Leber. Nordwestlich liegt die Aldeia Butuc, nördlich die Aldeia Leber-Taz und nordöstlich die Aldeia Holbese. Im Südwesten grenzt Mabelis an den Suco Guda, im Süden an die Sucos Opa und Deudet und im Westen an den Suco Lontas. In den Norden von Mabelis fließt der Fluss Lelepo hinein und bildet einen Teil der Grenze zu Leber-Taz und die Grenze zu Holbese. Er mündet in den Pa, der die Grenze von Mabelis zu Deudet, Opa und Guda markiert. Der Pa ist ein Zufluss des Loumeas. Der Höhenzug des Berges Leber reicht in den Norden von Mabelis hinein und endet am Lelepo. Auf der anderen Seite des Flusses liegt der Ort Mabelis.
Zum Ort Mabelis gehört eine Grundschule.

## Politik
2023 wurde Fonciano Vicente zum Chefe de Aldeia gewählt.